# オルタード・カーボン (テレビドラマ)
『オルタード・カーボン』（Altered Carbon）は、アメリカ合衆国の連続ドラマ。リチャード・モーガンによる小説「タケシ・コヴァッチ・シリーズ」のドラマ化である。定額制動画配信サービス「Netflix」にて2018年から2020年にかけて配信された。

## 概要
360年後の未来、人類は遠く離れた7つの植民星に居住している。植民星は"保護国"と呼ばれる機関により統治され、CTAC(植民地戦術強襲部隊)が星間の警察機能を果たす。人間の精神はデジタル化(DHF)され、体内のスタックと呼ばれる装置にバックアップされる。精神がスリーヴと呼ばれる別の肉体に転送されることで死は回避され、光速を超えた"ニードルキャスト"により別の惑星に精神を転送することもできる。人類に先立ち、既に滅びた高度文明の存在が知られている。
主人公のタケシ・コヴァッチは、日本人と東欧人が植民した惑星"ハーランズ・ワールド"出身で、特殊訓練を受けたエリート兵士"エンヴォイ"(外交特例部隊)である。
原作と比べ、エンヴォイ、レイリーン、クウェルクリストの設定は大きく変更されている。上記の設定およびシーズンごとに舞台となる惑星が異なるため、キャストの大部分はシーズンごとに入れ替わる。
シーズン1は10エピソードからなり、2018年2月2日にNetflixで公開された。シーズン2の製作が2018年7月に発表され、アンソニー・マッキーが主演し、2020年2月27日に8話が公開された。
2020年8月、高額の制作費を理由にシリーズの打ち切りが発表された。

## あらすじ

### シーズン1のあらすじ
小説シリーズ第一部『オルタード・カーボン』に基づくが、大幅にストーリーが変更されている。
植民惑星ハーランズ・ワールド生まれのタケシ・コヴァッチは少年時代にCTACにスカウトされ兵士として成長するが、やがてヤクザの手下になっていた妹レイリーンと再会し、ともに脱走して保護国のお尋ね者となる。クウェルクリスト率いる反乱軍に身を拾われて特殊訓練を受け、凄まじい洞察力と高い状況順応力を持った"エンヴォイ"となる。しかし反乱軍はタケシただ一人を残して全滅し、タケシも逃亡の果てに捕縛されて保存刑を受ける。歴史の中で反乱軍は残虐なテロリストとして扱われることになり、しかし同時にエンヴォイはその特殊能力から、伝説的な存在となっていく。
地球では、一部のメトと呼ばれる富豪はスリーヴを取り換えて数百年も生きて権力を握り続けるが、貧者は新しいスリーヴを購入して蘇ることもできない。メトは天空に浮かぶアエリウムに住み、地上に住む一般民を見下す。スリーヴの破壊は一時的な死に過ぎないが、スタックの破壊は"真の死"(リアル・デス、RD)となる。しかし富裕層はスタック以外にも定期的に自分の精神をバックアップしており、RDすら乗り越え不慮の事故に備えている。新カトリック派(neo-C)の人々は信仰上の理由で転生に反対し、スタックに宗教コードを書きこんで転生拒否の意思を示しているが、殺人事件被害者ならば新カトリック教徒であっても一時的に転生させて証言させようとする653号法案が提案されている。犯罪の主な処罰はスリーヴへの転生を遅らせる保存刑、および"真の死"を施す消去刑である。
250年後、タケシは地球の見知らぬスリーヴの中で目覚める。大富豪のメトであるバンクロフトが粒子ブラスターで頭部を吹き飛ばされ死亡し、バックアップから転生したバンクロフト自身がその捜査のためにタケシを保存刑から仮釈放させている。記憶の定期バックアップ直前にスタックが破壊されたため、バンクロフトは死亡前48時間の記憶を持たず、状況から自殺だった可能性も高い。しかし彼はもし自殺するなら転生しないよう確実に実行するという自身のプライドから、何者かに殺害されたという確信を抱いており、完全な赦免と大金を成功報酬として、犯人を突き止めるよう要請する。タケシは拒絶するものの、正式な回答までに与えられた猶予の一日を過ごす間に襲撃を受け、捜査を阻もうとする者の存在を知り依頼を引き受ける。
一方、事件を担当していたクリスティン・オルテガ警部補は、バンクロフトは自殺したと結論付けていたが、転生後のバンクロフトから圧力を受けてキャリアを脅かされ、また、タケシが使っているスリーヴが、オルテガの同僚かつ恋人のライカーのものであるため、タケシの動向に目を光らせる。死ぬ前のライカーは、幼馴染の娼婦が落下死した一件を調べていたが、スタックに転生拒否を示す宗教コードが書き込まれていたため、転生させて証言を得ることは法律上できず、突如CTAC長官殺害容疑で逮捕され保存刑となっていた。オルテガの出費で保存されていたスリーヴをバンクロフトが買い取り、タケシに与えていた。
タケシは様々な妨害を受け命も狙われるが、娼婦落下死事件がバンクロフト事件とも関りがあることを見抜く。やがてタケシはかつて反乱軍を裏切った妹レイリーンが生きていて非合法の売春娯楽施設を運営するメトになっていることを知る。バンクロフトが売春婦に"真の死"を与えた事件をもみ消すためにレイリーンが種々の犯罪を犯し、これを恥じたバンクロフトが自殺していたことが分かる。タケシは妹を倒し、妹とバンクロフトの犯罪の犠牲者たちを救い、ライカーのスリーヴを返し、クウェルクリストが生きている希望をもって彼女を探すことにする。

### シーズン2のあらすじ
小説シリーズ第三部『ウォークン・フュアリーズ』に基づくが、大幅にストーリーが変更されている。
バンクロフト事件の30年後、女性のスリーヴに入っていたタケシは賞金稼ぎトレップに殺され、生まれ故郷のハーランズ・ワールドで軍用スリーヴの中に目覚める。ハーランズ・ワールドは、少数の建国者たちが、謎の先住種族エルダーによる自動軌道防御兵器エンジェルファイアの穴をかいくぐって植民した世界であり、建国者の一人コンラッド・ハーランの娘のダニカが総統として支配する。ダニカは自分の支配を固めるために反乱勢力を操り、保護国からの干渉に対抗する。
護衛とするためにタケシを探し甦らせたメトのアクスリーが殺され、タケシは不具合を見せ始めた連れのAIポーと逃げ出す。かつてタケシを訓練したCTACのイエーガーは保護国の特殊部隊長カレラ大佐となっており、タケシを捕える。行方不明だったクウェルクリストが現れ、次々と建国者たちを殺す。カレラ大佐は、クウェルクリストに出会う前の若いタケシのバックアップDHFを違法な二重スリーヴとして甦らせ、クウェルクリストを追う。
タケシと再会したクウェルクリストの内部には、建国者および人類への復讐を求めるエルダーがいることがわかる。若タケシはクウェルクリストとタケシの味方となり、トレップも加わる。ポーと友人のAI"ディグ301"はVRでクウェルクリストからエルダーを除去するが、エルダーはカレラ大佐の中に入りこみ、エンジェルファイアで人類を壊滅させようとする。タケシはカレラ大佐を殺し、エルダーを自分の中に移したのちにエンジェルファイアを制御し、自分をスタックもろとも破壊して人類を救う。
クウェルクリストはニードルキャストで外宇宙に去る。若タケシはハーランズ・ワールドに残る。ポーはディグ301によって再起動させられ、人間のDHFが保存されていることを知る。

## キャスト

### シーズン1

#### メイン
- タケシ・コヴァッチ
  - 演 - ヨエル・キナマン、日本語吹替 - 星野貴紀
  - 地球でのタケシのスリーヴ、クリスティン・オルテガの元恋人イライアス・ライカーの元スリーヴ[6]。
- ローレンス・バンクロフト
  - 演 - ジェームズ・ピュアフォイ、日本語吹替 - 内田直哉
  - 大富豪で300年以上の長命者メト[7]。
- クリスティン・オルテガ
  - 演 - マルタ・イガレータ（英語版）、日本語吹替 - 村中知
  - ベイシティの警部補[7]。
- ポー
  - 演 - クリス・コナー、日本語吹替 - 上田燿司
  - AIホテルのフロント、エドガー・アラン・ポーがモデル[8]。
- レイリーン・カワハラ
  - 演 - ディーチェン・ラックマン（英語版）、日本語吹替 - 保澄しのぶ
  - タケシの妹[7]。
- ヴァーノン・エリオット
  - 演 - アトー・エッサンドー（英語版）、日本語吹替 - 落合弘治
  - バンクロフトを脅迫した元兵士[8]。
- ミリアム・バンクロフト
  - 演 - クリステン・レーマン（英語版）、日本語吹替 - 林真里花
  - ローレンスの妻[9]。
- レオン
  - 演 - Trieu Tran
  - システムに映像を残さないゴーストウォーカーの刺客、レイリーンの手下[10]。
- クウェルクリスト・フォークナー
  - 演 - レネイ・エリース・ゴールズベリイ、日本語吹替 - 佐古真弓
  - ハーランズ・ワールドの反乱軍の指導者、かつてはスタックを発明したナディア・マキタ[11]。

#### リカーリング
- タケシ・コヴァッチ
  - 演 - ウィル・ユン・リー[12]
  - ハーランズ・ワールドでのタケシ・コヴァッチの元のスリーヴ。
- O.G.コヴァッチ
  - 演 - バイロン・マン
  - かつてタケシ・コヴァッチが使用していたスリーヴで、ディミトリ2が使用[13]。
- アラズネ・オルテガ
  - 演 - マーリーン・フォルテ（英語版）
  - クリスティンの母親 [10]。
- ウームー・プレスコット
  - 演 - タマラ・テイラー
  - バンクロフトの顧問弁護士[14]。
- タナカ警部
  - 演 - ヒロ・カナガワ
  - クリスティン・オルテガの上司[15]。
- サミール・アブード
  - 演 - ワリード・ズエイター（英語版）
  - クリスティン・オルテガの警察の同僚でイスラム教徒。
- ミッキー
  - 演 - アダム・ブッシュ（英語版）
  - オルテガの警察の同僚で技術専門[16]。
- アイザック・バンクロフト
  - 演 - アントニオ・マルツィアーレ
  - ローレンスの息子。
- ディミトリ1
  - 演 - ターモー・ペニケット、日本語吹替 - 田所陽向
  - AIホテルでタケシを襲うギャング。
- ディミトリ2
  - 演 - マイケル・エクランド
  - ディミトリが二重転生したスリーヴ。
- カーネージ
  - 演 - マット・フリューワー
  - 闘技場ファイトドロームのマネージャー。
- ヘミングウェイ
  - 演 - アーノルド・ピノック
  - レイリーンの手下。
- リジー・エリオット
  - 演 - ハーレイ・ロー（英語版）
  - ヴァーノンの娘[17]。
- サラ
  - 演 - オルガ・フォンダ（英語版）
  - タケシのガールフレンド[18]。
- ジミー・デ・ソト
  - 演 - ティーチ・グラント
  - クェル - クウェルクリストの反乱軍の一員。
- イエーガー
  - 演 - ダニエル・バーンハード
  - CTACの指揮官。

### シーズン2

#### メイン
- タケシ・コヴァッチ
  - 演 - アンソニー・マッキー、日本語吹替 - 田村真
  - ハーランズ・ワールドでのタケシのスリーヴ[19]。
- ポー
  - 演 - クリス・コナー、日本語吹替 - 上田燿司
  - AIホテルのフロント、タケシの道連れ[19]。
- クウェルクリスト・フォークナー
  - 演 - レネイ・エリース・ゴールズベリイ、日本語吹替 - 佐古真弓
  - ハーランズ・ワールドの反乱軍の指導者、かつてはスタックを発明したナディア・マキタ[19]。
- トレップ
  - 演 - シモン・ミシック（英語版）、日本語吹替 - 浅野まゆみ
  - ハーランズ・ワールドの賞金稼ぎ[19]。
- ディグ301
  - 演 - デイナ・シハービ（英語版）、日本語吹替 - 牛田裕子
  - ハーランズ・ワールドのAI[19]。
- イヴァン・カレラ大佐
  - 演 - トーベン・リーブレヒト（英語版）、日本語吹替 - 小松史法
  - 保護国の特殊部隊ウェッジ隊の指揮官、そのDHFはかつてタケシを訓練したCTACのイエーガー[19]。
- ダニカ・ハーラン
  - 演 - リラ・ローレン（英語版）、日本語吹替 - 木下紗華
  - ハーランズ・ワールドの総統、建国者の一人コンラッド・ハーランの娘[20]。

#### リカーリング
- タケシ・コヴァッチ
  - 演 - ウィル・ユン・リー[12]
  - タケシ・コヴァッチのオリジナルのスリーヴ。
- ホーレス・アクスリー
  - 演 - マイケル・シャンクス
  - タケシを護衛に雇うハーランズ・ワールドのメト[21]。
- タナセダ・ヒデキ
  - 演 - ジェームズ・サイトウ、日本語吹替 - 佐々木省三
  - ハーランズ・ワールドのヤクザのボス、建国者の一人、タケシの知己[19]。
- タナセダ・ユキト
  - 演 - セン・ミツジ
  - タナセダ・ヒデキの曾孫[22]。

## エピソード

### シーズン1のエピソード
| 通算 話数 | シーズン 話数 | タイトル                            | 監督                   | 脚本                             | 放送日       |
| --- | ------------- | ----------------------------------- | ---------------------- | -------------------------------- | ------------ |
| 1 | 1             | "過去を逃れて" "Out of the Past"    | ミゲル・サポチニク     | Laeta Kalogridis                 | 2018年2月2日 |
| タケシ・コヴァッチは襲撃されてガールフレンドのサラと共に殺され、250年後に80光年離れた地球のベイシティ(サンフランシスコ)で別の肉体(スリーヴ)の中に目覚める。刑を受けるか、大富豪のローレンス・バンクロフトの殺人事件を解決するかの選択を、蘇ったバンクロフト自身に強制される。ディミトリと名乗る男らがタケシを襲撃するがAIホテルにスタックを破壊されて真の死を迎え、タケシは事件の調査を決意する。 |               |                                     |                        |                                  |              |
| 2 | 2             | "堕ちた天使" "Fallen Angel"         | Nick Hurran            | Steve Blackman                   | 2018年2月2日 |
| タケシはバンクロフトの顧問弁護士のプレスコットとともに、バンクロフトのクローン・スリーヴが保存された施設を調べる。娘リジーを殺されたと信じてバンクロフトを脅迫していた元兵士のヴァーノン・エリオットを尋問する。タケシはリジーが働いていた売春宿を調べた帰りに襲われる。バンクロフトが自殺だと信じるクリスティン・オルテガ警部補はタケシを監視し、メアリー・ルー・ヘンチー殺人事件にこだわる。ホテルに帰ったタケシは、待ち受けていたバンクロフトの妻ミリアムと性交する。 |               |                                     |                        |                                  |              |
| 3 | 3             | "孤独な場所で" "In an Lonely Place" | Nick Hurran            | Brian Nelson                     | 2018年2月2日 |
| バンクロフトが自分の殺害容疑者である多数のメトをパーティーに招く。出席を求められたタケシは、ヴァーノンを相棒として連れていき、引き換えにAIホテルのポーがVRで殻に閉じこもったリジーを治療する。タケシはパーティーの余興である無重力格闘に巻き込まれる。リジーの働いていた売春宿を再訪したタケシは、リジーの仲間の売春婦に薬を盛られる。 |               |                                     |                        |                                  |              |
| 4 | 4             | "悪の力" "Force of Evil"            | アレックス・グレイヴス | Russel Friend & Garrett Lerner   | 2018年2月2日 |
| タケシは二重スリーヴしたディミトリ2にVR内で拷問され、ライカーと呼ばれ尋問される。かつてエンヴォイ時代にクエルクリスト・ファルコナーから受けた対VR尋問の訓練を思い出して耐え、ディミトリ2を殺し頭部を持って脱出する。オルテガは転生を拒否する家族と向き合う。 |               |                                     |                        |                                  |              |
| 5 | 5             | "間違えられた男" "The Wrong Man"    | ユタ・ブリースウィッツ | Nevin Densham                    | 2018年2月2日 |
| タケシの現在のスリーヴは、保存刑服役中のクリスティンの恋人で元同僚のライカーのものであり、クリスティンを苦しめるためにバンクロフトが買い取っていたことが分かる。ライカーは幼馴染のメアリー・ルー・ヘンチーが墜落死し、スタック内の宗教コードが転生を拒否する"新カトリック"に書き換えられていた事件を捜査中に、殺人容疑を着せられて逮捕されていた。タケシとクリスティンは共同して捜査をするうちに親密な関係となる。バンクロフトの息子アイザックが父親を殺して暫くなりすましていたと疑う。クリスティンはディミトリ2をスリーヴに転送して尋問するが、警察署内で刺客レオンに襲撃されて同僚のサミールは真の死を迎え、ディミトリ2には逃げられる。 |               |                                     |                        |                                  |              |
| 6 | 6             | "The Man with My Face"              | ユタ・ブリースウィッツ | Nevin Densham                    | 2018年2月2日 |
| タケシはアイザックを両親の面前で尋問して父親を殺してはいないことを知り、事件は未解決のままとなる。ディミトリ2はレオンから逃げ、かつてタケシが一時期使用していたのと同じ型のスリーヴに転生する。クリスティンは右腕を義手に換えられて回復し、上司のタナカ警部が情報を横流ししていたことを知る。タケシは横流し相手がヘミングウェイという男であることを知るが、ディミトリ2にクリスティンと共に捕えられて闘技場ファイトドロームに連れていかれる。改造されたスリーヴ、そしてかつての自分と同じ顔を持つディミトリ2と戦わされるところを、妹レイリーンに助けられる。クリスティンはディミトリ2に真の死を与える。 |               |                                     |                        |                                  |              |
| 7 | 7             | "野良犬" "Nora Inu"                 | Andy Goddard           | Nevin Densham & Casey Fisher     | 2018年2月2日 |
| 250年前、妹を守るため、母を殺した父を殺したタケシは、VRでイエーガーに尋問を受け、CTAC(植民地戦術強襲部隊)に勧誘される。久しぶりにハーランズワールドに帰ったタケシは、ヤクザの組長を殺す作戦中に、ヤクザの手下になっていた妹レイリーンと再会し、二人はお互いを守るためヤクザとCTAC部隊を皆殺しにする。ヤクザと"保護国"の両方を敵に回した二人は、クウェルクリスト・ファルコナー率いる反乱軍に入り、エンヴォイ(外交特例部隊)としての特殊訓練を受ける。スタックを発明したナディア・マキタであるクウェルクリストは、不死性を武器に一部のメトが人々を支配する社会を終わらせるため、不死性を破壊するプログラムであるアケロンを開発する。タケシはクウェルクリストを愛するようになる。だがCTACが反乱軍の基地を攻撃し、ローリング・ウイルスで反乱軍を狂わせて同士討ちさせる。クウェルクリストとレイリーンが乗って逃げたシャトルは、ただ一人生存したタケシの目の前で爆発する。 現在、タケシはレイリーンに現在のスリーヴを生かすよう頼み、妹の家で目覚める。妹が反乱軍を裏切り、シャトルを爆破したことを知る。 |               |                                     |                        |                                  |              |
| 8 | 8             | "暑い夜の疼き" "Clash by Night"     | ユタ・ブリースウィッツ | Brian Nelson                     | 2018年2月2日 |
| 今やメトとなっているレイリーンはハーランズ・ワールドでCTACに買収されたことを認め、知り合いをVR拷問するとタケシを脅してバンクロフト殺人事件を終結させようとし、レオンにタケシを監視させる。タケシはディッパーと呼ばれるハッカーを必要として、ヴァーノン・エリオットの保存中の妻エヴァを男性の肉体に転生させる。エヴァとヴァーノンはVR治療を受けつつ戦闘訓練を積む娘リジーに再会する。タケシは反乱軍を全滅させたローリング・ウイルスを使って売春宿のAIを壊滅させ、ウイルスに感染したバンクロフトが自分の遠隔バックアップを感染から守るために自殺し、ウイルスを感染させたのは大阪でバンクロフトに虐待されたプレスコットであるとでっち上げて特赦状と報酬を得る。一方、クリスティンは同僚ミッキーの助けで、レイリーンのクローンが保存された施設を見つけ、多数のクローンたちに襲われる。 |               |                                     |                        |                                  |              |
| 9 | 9             | "天国の怒り" "Rage in Heaven"       | Peter Hoar             | Russell Friend & Garrett Lerner  | 2018年2月2日 |
| クリスティンのスリーヴに入ったレイリーンがタケシに会い、ゆがんだ兄への愛情を吐露する。レオンはクリスティンの家族を皆殺しにする。ミッキー、エリオット夫妻とポーの協力で、タケシは自分のクローンを育て二重スリーヴする。タケシ2がミリアムと共に過ごす間、タケシ1はヴァーノンと共にレイリーンの所有する天空の歓楽施設"ヘッド・イン・ザ・クラウズ"に侵入する。タケシ1はローリング・ウイルスでレイリーンのすべてのバックアップを破壊し、妹に自白を迫る。レイリーンはカメラの前で、自分の抱える殺人用娼婦にバンクロフトが"真の死"をもたらしたため、脅えたメアリー・ルーが自殺することでスタックを守ったこと、その転生を防ぐためにスタックの宗教コードを新カトリック派に書き換えたこと、それに気づいたライカーを陥れたこと、宗教コードに関わらず死者を転生させて証言させる653号法案を葬るためにバンクロフトを脅したこと、だが恥辱のためにバンクロフトが自殺したこと、自分の自殺を信じないバンクロフトが捜査のため元エンヴォイのタケシを転生させるようしむけたことを告白する。                             |               |                                     |                        |                                  |              |
| 10 | 10            | "殺人者" "The Killers"              | Peter Hoar             | Laeta Kalogridis & Nevin Densham | 2018年2月2日 |
| タケシ1とヴァーノンはレイリーンの手下に捕えられる。レオンはVRでクリスティンを拷問し、AIホテルを襲ってミッキーに真の死をもたらし、ポーを破壊する。リジーがホテルのVRから"ヘッド・イン・ザ・クラウズ"内の強力な人造スリーヴに転生し、両親とクリスティンを救出して施設の動力を落とす。クリスティンはレオンに真の死を与える。タケシ1は妹と戦って殺し、施設と共に墜落する。二重スリーヴのうち一方のタケシのみの生存が許され、タケシ1がじゃんけんに勝つ。バンクロフトだけでなく、妊娠していたリジーを殺したミリアムも告発される。タケシはスリーヴをライカーに返し、クウェルクリストを探すことにする。 |               |                                     |                        |                                  |              |

### シーズン2のエピソード
| 通算 話数 | シーズン 話数 | タイトル                                 | 監督                   | 脚本                               | 公開日        |
| --- | ------------- | ---------------------------------------- | ---------------------- | ---------------------------------- | ------------- |
| 11 | 1             | "幻の女" "Phantom Lady"                  | Ciaran Donnelly        | レータ・カログリディス             | 2020年2月27日 |
| バンクロフト事件から30年後、タケシは女性のスリーヴに入り、エミッターに入れたポーとともに隠れ住む。賞金稼ぎのトレップに見つけられて殺され、VR内でメトのホレース・アクスリーに愛するクウェルクリストの居場所を教わる約束で警護を依頼される。だが故郷のハーランズ・ワールドで特注の新しいスリーヴ内で目覚めるとアクスリーは殺されている。タケシとポーは現場を逃げ出し、旧知のヤクザのボスであるタナセダ・ヒデキの所有するAIホテルに行く。その曾孫のユキトの手下と争った後にヒデキと再会する。 |               |                                          |                        |                                    |               |
| 12 | 2             | "失われた報酬" "Payment Deferred"        | Ciaran Donnelly        | Sarah Nicole James                 | 2020年2月27日 |
| 保護国のウェッジ隊のカレラ大佐は部下達とアクスリー殺害現場を訪れる。アクスリーが真の死を迎えたことを知り、警察官を皆殺しにする。現場で何者かのDHFがウェッジ隊用のスリーヴに転送されたことを理由に、ダニカ・ハーラン総統を脅してハーランズ・ワールドに居座る。ポーには不具合が生じるが、記憶を失うことを恐れてリブートを嫌がる。クウェルクリストを探すため、タケシはアクスリーの依頼で自分を見つけた賞金稼ぎのトレップを探し、アクスリーのカルテルの仲間の名前を聞き出して会いに行く。クウェルクリストが現れて彼らを殺戮した後、自分を取り戻してタケシを認める。カレラ大佐と部下達が現れ、クウェルクリストを逃がしたタケシを捕える。 |               |                                          |                        |                                    |               |
| 13 | 3             | "悪魔の往く町" "Nightmare Alley"         | M. J. Bassett          | マイケル・R・ペリー                | 2020年2月27日 |
| タケシはアクスリーとその仲間の殺人犯とされる。CTACのイエーガーであったカレラ大佐はタケシを拷問して記憶を抽出してその正体を知る。ポーはタケシを救出するため、退屈したAIのディグ301の助けを借りる。ダニカはサークルでの処刑を命じ、タケシは投薬されてオルテガ、エリオット、レイリーンら親しい者たちの姿のメモリースタンプをまとった相手と闘わされる。本物のクウェルクリストに救われてAIホテルに戻る。 |               |                                          |                        |                                    |               |
| 14 | 4             | "疑惑の影" "Shadow of a Doubt"           | M. J. Bassett          | Sang Kyu Kim                       | 2020年2月27日 |
| タケシはポーに不具合があるためディグ301を雇う。弟アニールを探すトレップと協力する。ハーランズ・デイの祭りに紛れてクウェルクリストとともにハーランズ・ワールドを離れようとし、タナセダ・ヒデキに頼む。だがクウェルクリストの別人格はヒデキに真の死を与える。ヒデキのスタックを覗いたタケシは、クウェルクリストが建国者すべてを殺そうとしていることを知る。ダニカは反乱軍の工作員をロケットで打ち上げ、先住種族エルダーの残した自動軌道兵器エンジェルファイアによって破壊させる。カレラ大佐は、保存されていた若いタケシのDHFを元のスリーヴに違法に二重転送させる。 |               |                                          |                        |                                    |               |
| 15 | 5             | "悪夢からの目覚め" "I Wake up Screaming" | Jeremy Webb            | Cortney Norris                     | 2020年2月27日 |
| 若タケシはウェッジ隊を率い、妹の仇であるタケシを殺して、違法な二重スリーヴ状態を解消しようとする。クウェルクリストはタナセダ・ヒデキを殺した記憶をなくしている。ダニカは彼女の生存を理由にして独裁権を握る。タケシ、クウェルクリスト、トレップの3人は反乱軍の指導者ケンプに会おうとし、トレップの父の店に立ち寄ってからトンネルを通り、かつてタケシとクウェルクリストが出会ったストロングホールドに向かう。若タケシとウェッジ隊も後を追い、AIホテルでタナセダ・ユキトを殺し、トレップの父を店で殺す。若タケシはタケシに追いつき、対決の末タケシが崖から落ちる。ポーはVRで最後の建国者でダニカの父コンラッド・ハーランを探す。 |               |                                          |                        |                                    |               |
| 16 | 6             | "長く苦しき眠り" "Bury Me Dead"          | Jeremy Webb            | Adam Lash & Cori Uchida            | 2020年2月27日 |
| カレラ大佐は若タケシに命じてクウェルクリストを殺そうとするが、クウェルクリストは秘密の強力な武器があると教えて洞窟の中に案内する。洞窟内で、自分がレイリーンに凍結されたホログラムを見せる。トレップはタケシを救い出し、二人も洞窟に向かう。ケンプ率いる反乱軍が洞窟を包囲するウェッジ隊を全滅させる。ケンプはクウェルクリストを試し、本物であると認める。タケシは若タケシにレイリーンを殺したいきさつを説明し、イエーガーに刃向かわせて味方につける。トレップは、ケンプがダニカに内通する裏切り者で、弟のスタックを持つことを知る。ダニカはカレラ大佐を捕え、自分の軍を送ってクウェルクリストを捕えようとする。クウェルクリストはエンジェルファイアを操作して、ダニカの軍を殺す。 |               |                                          |                        |                                    |               |
| 17 | 7             | "危険な実験" "Experiment Perilous"       | サリー・リチャードソン | Nevin Densham                      | 2020年2月27日 |
| タケシ、クウェルクリスト、トレップは逃げるが若タケシはダニカの軍に捕らえられる。ダニカはエンジェルファイアを操作できるクウェルクリストを得るため、カレラ大佐を釈放する。トレップは弟アニールがクウェルクリストを覚醒させ、彼女の意識に入り込む侵入者にDHFを破壊されたことを知る。ポーとディグ301は、クウェルクリストのDHFから侵入者を除去するため彼女のDHFをVRにアップロードし、タケシ、カレラ大佐、若タケシも自分のDHFをアップロードする。タケシは、クウェルクリストの侵入者であるエルダーと話す。ハーランズ・ワールドを発見した建国者たちがエルダーと結びつくソングスパイアの樹を殺した様子を見せられる。エンジェルファイアの秘密を解くため、考古学者との間の息子を捕えられたトレップは、タケシの空のスリーヴを使って取り戻しに行く。ディグ301はVR内のファイアウォールでエルダーを閉じ込めてクウェルクリストとタケシをスリーヴに戻す。クウェルクリストは、自分の意識の一部をエルダーに与えて閉じ込める代わりに、建国者に復讐させていたと語る。カレラ大佐を残してVRから抜けた若タケシはダニカの軍を率い、タグをつけたディグ301を見つけて迫る。エルダーはカレラ大佐のDHFを乗っ取り、VRから脱出する。 |               |                                          |                        |                                    |               |
| 18 | 8             | "ブロークン・エンジェル" "Broken Angels" | サリー・リチャードソン | Alison Schapker & Elizabeth Padden | 2020年2月27日 |
| エルダーに乗っ取られたカレラ大佐はエンジェルファイアで人類を壊滅させようとする。若タケシは仲間に戻り、タケシ、トレップ、クウェルクリストとともにこれを防ごうとする。4人はダニカの父で建国者の一人であるコンラッド・ハーランをエルダーに差し出そうとするが、ダニカにより真の死を与えられている。4人とダニカはコンラッドの壊れたスタックをカレラ大佐に渡そうとするが、ダニカがカレラ大佐を撃ち、逆襲されて真の死を迎える。タケシはカレラ大佐を殺してエルダーを自分のスタックに移し、エンジェルファイアで自分自身を撃ってスタックもろともエルダーを殺す。クウェルクリストは外世界にニードルキャストし、若タケシは残る。数か月後、再起動したポーとディグ301は、ある人間のDHFが保存されていることを知る。 |               |                                          |                        |                                    |               |

## オルタード・カーボン:リスリーブド
2020年3月19日、3DCGアニメの『オルタード・カーボン:リスリーブド』(Altered Carbon: Resleeved)がアニマにより製作されて配信された。

### キャスト
- ケン(タケシ・コヴァッチ)（声 - 鈴木達央）
- ジーナ(レイリーン・カワハラ)（声 - 佐藤利奈）
- ホリー・トグラム（声 - 朝井彩加）
- 鴎外(ホログラフィックAI)（声 - 中田譲治）
- ヒデキ・タナセダ（声 - 山内健嗣）
- シンジ（声 - 山本兼平）
- ゲンゾウ（声 - 石井康嗣）

### スタッフ
- 原作・原案：リチャード・モーガン
- 監督：中島丈、岡田義之
- 脚本：佐藤大、近藤司
- キャラクターデザイン：太田垣康男
- 音楽：MONACA
- アニメーション制作：アニマ